# Посёлок государственного племенного завода «Константиново»
Посёлок государственного племенного завода «Константиново» — населённый пункт в Московской области России. Входит в городской округ Домодедово.

## География
Расположен у западной окраины города Домодедово.

## История
До 1994 гг. посёлок входил в Константиновский сельсовет, с 1994 до 2007 гг. — в Константиновский сельский округ Домодедовского района. С 2007 года посёлок является центром Константиновской территории в рамках территориального отдела  Никитского административного округа городского округа Домодедово.

## Население
| 2002 | 2010  |
| ---- | ----- |
| 2865 | ↘2728 |